# Anita Niesz
Anita Niesz (* 16. Juni 1925 in Ennetbaden; † 1. Oktober 2013 in Lengnau AG) war eine Schweizer Fotografin, die vor allem durch ihre Kinderporträts bekannt wurde.

## Werdegang
Anita Niesz wuchs in Ennetbaden als Tochter des Genfer Ingenieurs Henri Niesz und einer in Brasilien aufgewachsenen Schweizerin mit zwei Geschwistern auf. Ihre Ausbildung als Fotografin erwarb sie 1944–1948 an der Kunstgewerbeschule Zürich bei Hans Finsler und Alfred Willimann. Ab 1949 arbeitete sie als Free-Lance-Fotografin unter anderem für die Neue Zürcher Zeitung und die Kulturzeitschrift Du. In den Jahren 1951 bis 1957 unternahm sie verschiedene Reisen an die Atlantikküste von Frankreich, nach Südfrankreich, nach Italien und nach Irland. Zu den besonders beliebten Sujets ihrer Fotografien zählten Kinder. In ihrer Zeit war sie eine der ganz wenigen Frauen unter den Dokumentationsfotografen. 1961 verheiratete sie sich mit dem Architekten August Volland. Im selben Jahr wurde der Sohn Christian geboren. 1974 erfolgte die Teilnahme an der Ausstellung Fotografie in der Schweiz 1840 bis heute im Kunsthaus Zürich. 1989 wurde im Aargauer Kunsthaus die Ausstellung Anita Niesz – Fotografien 1949–1974 gezeigt.
Ihr Nachlass befindet sich in der Fotostiftung Schweiz.